# Земо-Рене
Земо-Рене (груз. ზემო რენე) — село в Грузии, на территории Каспского муниципалитета края (мхаре) Шида-Картли.

## География
Село находится в центральной части Грузии, к западу от реки Лехуры, на расстоянии приблизительно 9 километров (по прямой) к северо-западу от города Каспи, административного центра муниципалитета. Абсолютная высота — 733 метра над уровнем моря.

## Население
По результатам официальной переписи населения 2014 года, в Земо-Рене проживало 249 человек (131 мужчина и 118 женщин). В национальной структуре населения осетины составляли 56,6 %, грузины — 43 %, русские — 0,4 %.
| Год  | Население, человек |
| ---- | ------------------ |
| 2002 | 319                |
| 2014 | ↘ 249              |